# Isabela Ramona Lyra Macedo
Isabela Ramona Lyra Macedo, meglio conosciuta come Ramona (Salvador, 23 gennaio 1994), è una cestista brasiliana.

## Carriera
Con il Brasile ha disputato i Giochi olimpici di Rio de Janeiro 2016, i Campionati mondiali del 2014 e quattro edizioni dei Campionati americani (2015, 2017, 2019, 2023).